# Maria Thins
Maria Thins (Gouda, ca. 1593 – Delft, 27 december 1680) was een welgestelde Nederlandse matriarch van katholieke afkomst. Ze was de schoonmoeder van Johannes Vermeer, die vanaf de jaren 1660 met haar dochter Catharina Bolnes bij haar inwoonde in een  pand in de Delftse Papenhoek. Via haar neef Jan Geensz Thins was ze tevens verwant aan de schilder Abraham Bloemaert. 
Thins is gekend om haar veerkrachtige beheer van haar familiezaken en haar financiële ondersteuning van het grote gezin van familie Vermeer. Haar biografie biedt inzicht in de sociale, religieuze en financiële netwerken van het 17e-eeuwse Delft; en in de autonomie en eigendomsrechten van vrouwen in die tijd.

## Levensloop

### Jeugd
Maria Thins werd rond 1593 in Gouda geboren in een vooraanstaande katholieke familie. Haar ouders waren Catharina van Hensbeeck (†1633) en Willem Thins (†1601). Het gezin woonde in het huis De Trapjes in Gouda. Thins had twee zussen en een broer: Elisabeth die non werd, Cornelia, en Jan. Geen van haar broers en zussen trouwde, waardoor Maria uiteindelijk een groot erfgoed verkreeg. De familie hield heimelijk katholieke missen in huis, wat illegaal was in Gouda. In 1619 werd een religieuze bijeenkomst in hun huis door de lokale schouten verstoord.
In 1605 hertrouwde haar moeder met Garrit Camerling uit Delft.
Tot haar trouwen deelde Thins met een welgestelde vriendin een huis in Delft.

### Huwelijk
In 1622 trouwde Maria Thins met Reynier Bolnes, een rijke steenbakker. Het stel vestigde zich in Gouda. Maria was toen al erfgename en bezat kunstwerken, waaronder stukken van de Utrechtse caravaggisten. Het echtpaar kreeg drie kinderen: Catharina Bolnes (ca.1631–1688), Willem, en Cornelia. Rond 1635 werd Reynier fysiek en verbaal gewelddadig jegens Maria en de kinderen. Op negenjarige leeftijd vluchtte Catharina naar de buren omdat ze vreesde dat Reyniers mishandeling van Cornelia fataal zou worden. De zaken liepen dermate uit de hand dat vader en zoon uiteindelijk apart van de rest van het gezin aten, en dat Reynier zijn zoon aanmoedigde zich tegen zijn moeder te verzetten.
Pas na meerdere verzoeken tot echtscheiding kreeg Thins in 1641 de voogdij over haar dochters, terwijl Willem bij zijn vader bleef. Haar neef en voogd Jan Geensz Thins kocht voor haar een huis op de hoek van de Oude Langendijk en toenmalige Molenpoort in Delft, waarheen ze in 1642 verhuisde om te ontsnappen aan haar gewelddadige man. Het pand lag in het katholieke gedeelte van de stad, bekend als de Paapenhoek, vlak bij een jezuïtische schuilkerk.
In 1649 ontving Maria de helft van het vermogen van Reynier Bolnes, en in 1653 ging hij failliet. Maria leefde van renten, annuïteiten en de verhuur van onroerend goed, waaronder landbouwgrond. Ze erfde een groot bedrag na de dood van haar broer Jan in 1651. Hierdoor had ze in de jaren 1660 een comfortabel inkomen van 15.000 gulden per jaar. Ze woonde toen al in het pand op de hoek van de Oude Langendijk en Molenpoort. Cornelia stierf in 1649, en in 1664 werd Willem opgesloten na een conflict met zijn moeder en een aanval op zijn zwangere zus Catharina. In 1665 beperkte Maria zijn erfdeel tot een zesde van haar vermogen.

### Huis met de Vermeer-Bolnes familie

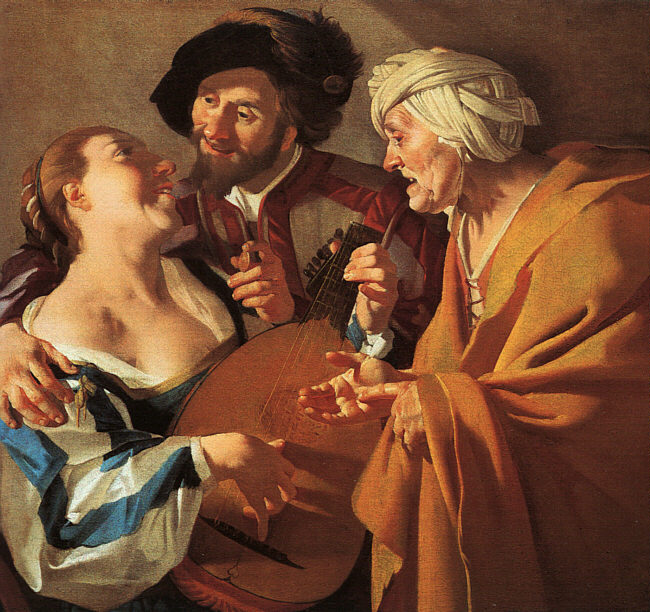
Thins bezat de schilderij De koppelaarster van Dirck van Baburen. Vermeer reproduceerde hiervan twee eigen versies, waaronder De koppelaarster.

Maria Thins dochter Catharina wilde met Johannes Vermeer trouwen, maar Thins was aanvankelijk tegen dit huwelijk: Vermeer was geen katholiek was en van een lagere sociale klasse. Uiteindelijk gaf Maria toch toestemming voor het huwelijk, dat plaatsvond op 20 april 1653. Het paar ging bij haar inwonen, wat ongebruikelijk was in die tijd. Vermeer vertrouwde op haar financiële steun om voor zijn gezin te zorgen. Het huis diende tevens als Vermeers atelier en hij verkocht daar ook schilderijen.

### Huis Fonteijn
Thins verhuisde waarschijnlijk na 1667 naar een kleiner huis, Fonteijn, in de St. Annenbogertstraat.
Tijdens het Rampjaar (1672) raakte Thins financieel in de problemen door de Frans-Nederlandse oorlog. Thins moest haar uitgaven beperken, en haar schoonzoon Vermeer gebruikte haar naam frauduleus om geld te lenen. Vermeer stierf in december 1675, en kort daarna vroeg Thins dochter Catharina het faillissement aan. Thins bleef Catharina en haar kleinkinderen toen ondersteunen.
Maria Thins verkocht Fonteijn in 1679 en woonde tot haar dood in 1680 bij familie op het Begijnhof. In haar testament zorgde ze ervoor dat haar kleinkinderen financieel ondersteund en goed opgeleid zouden worden. Catharina erfde haar moeders huis en bleef daar nog enkele jaren wonen met haar kinderen.